# Régiosélectivité

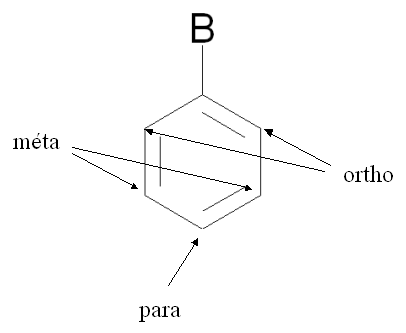
Nomenclature des positions du cycle benzénique.

Une réaction chimique est dite régiosélective si l'un des réactifs ou des intermédiaires réactionnels réagit préférentiellement avec certains sites d'un autre réactif parmi plusieurs possibilités, conduisant préférentiellement à certains produits parmi plusieurs possibles.
C'est par exemple le cas de la polysubstitution électrophile aromatique : suivant la nature du premier substituant, la seconde substitution se fera préférentiellement sur certains sites. Ainsi, la nitration du toluène (φ-CH3) conduira à un mélange d'isomères ortho (60 %), para (37 %) et méta (3 %), au lieu d'un mélange à 40 % d'isomère ortho, à 40 % d'isomère méta et à 20 % d'isomère para (répartition statistique) si tous les sites étaient équivalents. Cette réaction est donc régiosélective.